# دفنة ضئيلة
دفنة ضئيلة (الاسم العلمي:Daphne gracilis) هي نوع من النباتات تتبع جنس الدفنة من الفصيلة المثنانية.